# شيلبي (ألاباما)
شيلبي (بالإنجليزية: Shelby)‏ هي مدينة أمريكية تقع في ولاية ألاباما.ويبلغ عدد سكانها 1044 نسمة حسب إحصاء سنة 2010 م.